# Sisyrina tropica
Sisyrina tropica är en insektsart som beskrevs av Courtenay N. Smithers 1973. Sisyrina tropica ingår i släktet Sisyrina och familjen svampdjurssländor. Inga underarter finns listade i Catalogue of Life.